# Celica (geometrija)
Celica je v geometriji trirazsežni element, ki je del objekta z višjo razsežnostjo.

## V politopih
Celica je trirazsežni poliedrski element, ki je del mej višjerazsežnih politopov kot je na primer polihoron (4-politop) ali satovje (3-razsežna teselacija).
Zgled: kockino satovje je zgrajeno iz kockinih celic. Na vsakem robu so 4 kocke. Teserakt je narejen iz kockinih celic. Ima samo tri kocke na vsakem robu. 